# Cable Kin
Cable Kin fue un canal de televisión de México dedicado a la transmisión de anime clásico.
Inició sus transmisiones en mayo de 1995. Este canal era propiedad de Productora y Comercializadora de Televisión. Fue un canal infantil y juvenil, conformado por dos grandes bloques de programación dirigidos a audiencias específicas: el primero destinado a niños de hasta diez años y el segundo para preadolescentes y adolescentes. Su programación estaba basada en series, películas y documentales. Su continuidad incluye diversos tipos de cápsulas, desde la promoción de valores universales hasta de educación no formal. (Según CANITEC).
Este canal desapareció en 1999 por baja audiencia. 

## Programación
Entre los programas que trasmitieron están:

### Anime
- Almendrita
- Angel la niña de las Flores
- Capitán Tsubasa
- Capitán Centella
- La Casa Voladora
- Charlotte
- Conan, el niño del futuro (con doblaje de España)
- Mikan el gato
- Don Quijote y los Cuentos De La Mancha
- Samed, el duende mágico
- Kimba, El León Blanco
- Laura La niña de la Pradera
- Mako, la sirena enamorada
- La Máquina del Tiempo
- El osito Misha
- La Rosa de Versalles
- Sabrina
- Super libro
- Tekkaman
- Ulises 31

### Series animadas
- Los Nuevos Archies
- Mi Monstruito (My Pet Monster)
- Bosque Mágico (Sylvanian Families)
- La Calabaza Mágica

### Otros programas
- Cómic: Noveno arte
- Tres Tristes Tigres (programa de Rock)
- Una serie basada en el juego Mechwarriors
- Una serie de televisión china basado en el cuento "Viaje al Oeste ".
- Misterios del Universo
- Mi pequeña Rosy
- El cuarto de los triques (Desperdicop)